# Bohdan Bondarjew

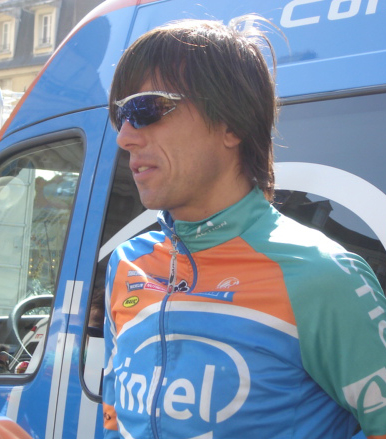
Bohdan Bondarjew (2007)

Bohdan Bondarjew (ukrainisch Богдан Бондарєв; * 2. Juni 1974) ist ein ehemaliger ukrainischer Radrennfahrer.
Bohdan Bondarjew wurde 1995 bei den Bahn-Radweltmeisterschaften mit der ukrainischen Équipe Zweiter in der Mannschaftsverfolgung hinter Australien mit Bradley McGee und Stuart O’Grady. 2001 entschied er bei der Polen-Rundfahrt die dritte Etappe zwischen Kołobrzeg und Stettin für sich. Im folgenden Jahr ging er zu Mróz, wo er ein Jahr blieb. Nach einem weiteren Jahr bei CCC Polsat ging er 2004 zu dem polnischen Team Action-ATI. In seinem ersten Jahr dort sicherte er sich erst die Gesamtwertung des Course de la Solidarité Olympique und später noch die Zwischensprintwertung bei der Polen-Rundfahrt.

## Palmarès
1995
- Weltmeisterschaft – Mannschaftsverfolgung (mit Dmytro Tolstjenkow, Serhij Matwjejew und Oleksandr Symonenko)

2001
- eine Etappe Polen-Rundfahrt

2004
- Course de la Solidarité Olympique